# Wielka Szczelina
Wielka Szczelina – ogromny kompleks ciemnych obłoków pyłowych obejmujący północne regiony Drogi Mlecznej.
Wielka Szczelina znajduje się pomiędzy Układem Słonecznym a ramieniem Strzelca w odległości kilku tysięcy lat świetlnych. Szacuje się, że chmury pyłu zawierają masę gazu wynoszącą około 1 miliona mas Słońca.
Wielka Szczelina jest widoczna nieuzbrojonym okiem jako ciemny pas dzielący wzdłuż jasne pasma Drogi Mlecznej na około jednej trzeciej jej długości. Jest ona otoczona jasnymi pasmami składającymi się z gwiazd naszej Galaktyki. 
Wielka Szczelina ciągnie się od konstelacji Łabędzia przez gwiazdozbiory Orła i Wężownika, rozszerzając się na gwiazdozbiór Strzelca, w którym przesłania Centrum Galaktyki aż po gwiazdozbiór Centaura. Jednym z najgęstszych obłoków pyłu tworzących Wielką Szczelinę jest asocjacja Cygnus OB2, jeden z największych regionów formowania nowych gwiazd w pobliżu Ziemi.
Podobne pasy ciemnych obłoków są obserwowane również na krawędziach innych galaktyk.